# رووربلا
رووربلا (به ایتالیایی: Roverbella) یک کومونه در ایتالیا است که در استان منتووا واقع شده‌است. رووربلا ۶۳٫۲ کیلومتر مربع مساحت و ۸٬۴۹۸ نفر جمعیت دارد و ۴۷ متر بالاتر از سطح دریا واقع شده‌است.